# Rogier Pelgrim
Rogier Pelgrim (Dordrecht, 7 november 1986) is een Nederlandse singer-songwriter uit Wageningen. Hij kreeg meer bekendheid toen hij in 2012 finalist was in het eerste seizoen van het televisieprogramma de beste singer-songwriter van Nederland. Datzelfde jaar won hij de Grote prijs van Nederland.

## Muziek
Voordat hij in 2009 als solo-artiest begon zong hij in de rockband Nuclear Playground. Begin 2012 bracht hij zijn eerste EP 'Our dear Lady of the Plains' uit. Zijn debuutalbum 'Roll The Dice' volgde begin 2014. Zijn tweede album 'Birds and Busy People' kwam in maart 2017 uit. Na een pauze van 5 jaar nam hij in 2023 in de studio van producer Sander Geboers nieuwe liedjes op, dit keer Nederlandstalig. Op 8 september 2023 verscheen de eerste single 'Geef je aan de wind'. Rogier Pelgrim brengt zijn platen uit op zijn eigen label: Pelgrim Records.
Pelgrim schuwt actuele maatschappelijke thema’s niet. Met de single ‘Won’t Go Back’ vroeg hij aandacht voor een groep zogenaamd ongedocumenteerde vluchtelingen uit Amsterdam. Zijn kerstsingle ‘Welcome Here’ kreeg in 2015 op Radio 2 veel airplay toen deze werd uitgeroepen tot Top Song.
Rogier Pelgrim speelde op talloze festivals waaronder Concert At SEA, Festival Mundial, Naked Song, De Parade, Oranjepop, Graceland Festival, Bevrijdingsfestival Wageningen en het Valkhoffestival. Hij deed voorprogramma's van Andy Burrows, The Staves, Blaudzun, Janne Schra, BLØF, Handsome Poets, Leo Kottke en Newton Faulkner. De zanger deed sinds 2009 ruim 700 optredens.
Belangrijke muzikale inspiratiebronnen zijn voor hem Jeff Buckley, Sufjan Stevens, Damien Rice en Glen Hansard.

## Podcast
Naast muzikale activiteiten is Pelgrim werkzaam als producer en podcastmaker voor de Evangelische Omroep. Voor die omroep maakte hij in 2020 de podcast 'Rock my soul', over de relatie tussen popmuziek en het christendom.